# Čadovlje pri Tržiču
Čadovlje pri Tržiču este o localitate din comuna Tržič, Slovenia, cu o populație de 86 de locuitori.